# Ауронцо-ди-Кадоре
Ауронцо-Кадоре (итал. Auronzo di Cadore) — коммуна в Италии, располагается в провинции Беллуно области Венеция.
Население составляет 3 286 человек, плотность населения составляет 14,89 чел./км². Занимает площадь 220,65 км². Почтовый индекс — 32041. Телефонный код — 00435.
Покровительницей коммуны почитается святая Иустина Падуанская, празднование 7 октября.

## История

### Ауронцо-ди-Кадоре в «ЭСБЕ»
В конце XIX — начале XX века на страницах Энциклопедического словаря Брокгауза и Ефрона этому населённому пункту были посвящены две статьи:
«… главное место округа итальянской провинции Беллуно, в долине д’Ансеио, в Кадорских Альпах, через которую течёт Пиаве; в А. считалось 4501 ж. (1887) (большая часть из них горные рабочие), из этого числа на деревню Виллагранде приходится 3225 ж. В окрестности находятся свинцовые и цинковые рудники, также большой сосновый лес С.-Марко, доставляющий для торгового венецианского флота превосходный корабельный лес и стволы в 50 м высоты и 1,6 в диаметре. Близ А. 14 авг. 1866 г. войска Гарибальди при переходе через демаркационную линию штирийскими егерями были отброшены назад с большой потерей.»

«община из 9 поселений в итальянской провинции Беллуно, важнейший пункт целого округа и долины Вальдиансейо, орошаемой Пиавой в Кадорских (Доломитовых) Альпах; насчитывает 4501 жит. (1881 г.), большею частью рудокопов; из этого числа 3225 жит. приходится на Виллагранд. В окрестностях свинцовые и цинковые рудники и сосновые леса Сан-Марко, откуда идет в Венецию великолепный строевой и мачтовый лес. Стволы достигают 50 метров высоты и 1,6 метра в диаметре. Недалеко отсюда 14 августа 1866 года войска Гарибальди перешли демаркационную линию, но были отброшены назад с большими потерями штейерскими альпийскими охотниками.»

## Города-побратимы
- Липари, Италия
- Илополис, Бразилия